# Paleoindianie

Mapa teoretycznych migracji człowieka

Paleoindianie – określenie prehistorycznych ludów, które jako pierwsze zasiedliły kontynent amerykański. Nastąpiło to prawdopodobnie pod koniec ostatniej epoki lodowcowej, kiedy to Eurazję oraz Amerykę Północną łączył lądowy pomost zwany Beringią. Przezeń na Alaskę przedostawały się małe, odizolowane grupy myśliwsko-zbierackie. Przyjmuje się, że około 18 500–15 500 lat temu w lodowcach pokrywających północno-zachodnią Kanadę utworzył się wolny od lodu korytarz, którym Paleoindianie przedostali się na południe kontynentu. Ponieważ badacze różnią się w ocenie szczegółów ich migracji, to nadal pozostaje ona w strefie naukowych dyskusji. Nie ma natomiast wątpliwości co do tego, że oba kontynenty amerykańskie zostały zasiedlone przez gatunek ludzki jako ostatnie.

## Teorie migracji

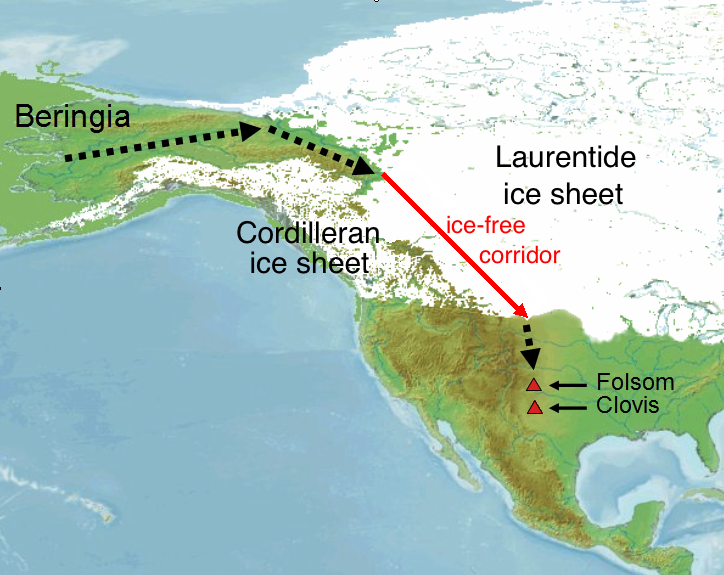
Zasięg kanadyjskich lodowców oraz teoretyczne trasy Paleoindian

Czas oraz sposób dotarcia Paleoindian na kontynent amerykański pozostaje kwestią sporną. Według jednej z powszechnie uznawanych teorii, pierwsi osadnicy pochodzili ze wschodniej Syberii i byli myśliwymi, którzy podążali za wielkimi stadami zwierząt. W okresie ostatniego zlodowacenia (około 40 000–17 000 lat temu), kiedy poziom oceanu znacząco opadł, dziewięćdziesięciokilometrowa obecnie (2005) cieśnina oddzielająca Półwysep Czukocki od Półwyspu Seward na Alasce zmieniła się w lądowy pomost zwany Beringią. Mimo iż na Ziemi trwał właśnie okres lodowcowy, Beringia posiadała zaskakująco łagodny klimat i była stosunkowo łatwa do pokonania. Jednakże na południe od niej rozciągał się na oceanie na ponad trzy tysiące kilometrów lodowy pak, który blokował drogę w głąb kontynentu. Wielu badaczy jest zdania, że pierwsza grupa, która przekroczyła Beringię i utknęła na Alasce, była raczej niewielka. Później miała rozdzielić się na mniejsze grupki, które udały się na południe. Umożliwić miał to wolny od lodu korytarz, który powstał po rozdzieleniu się dwóch wielkich lodowców w północno-zachodniej Kanadzie. Jednakże odkrycie w Chile i Amazonii artefaktów datowanych na dwanaście, a nawet na trzydzieści tysięcy lat, naruszyło tę wersję, gdyż oznaczało, że pierwsi ludzie musieli przybyć na kontynenty amerykańskie znacznie wcześniej. Pojawiły się teorie, że Paleoindianie mogli przybyć do Ameryki na prymitywnych łodziach, którymi płynęli wzdłuż brzegów lub przeszli przez Australię i Antarktydę. Część naukowców doszła więc do wniosku, że migracje ludności następowały w kilku odrębnych falach, z których najwcześniejsza mogła mieć miejsce już pięćdziesiąt tysięcy lat temu. Większość teorii przyjmuje jednak, że obecni Indianie są potomkami ludzi ze znacznie późniejszych czasów.
W 1986 roku w amerykańskim czasopiśmie Current Anthropology, językoznawca Joseph H. Greenberg dowodził, że migracje ludności na kontynent amerykański odbywały się w trzech falach. Za pomocą metody glottochronologicznej określił w przybliżeniu, kiedy każda z nich miała miejsce. Jego tezę wsparł dowodami stomatologicznymi antropolog Christy Turner, który po przebadaniu dwustu tysięcy indiańskich zębów doszedł do wniosku, że można wśród nich wyróżnić „trzy stomatologiczne typy”. To odpowiadało podziałowi lingwistycznemu Greenberga, lecz przeciwnicy teorii trzech fal uznali, że jest ona bezpodstawna, gdyż nie ma żadnych niepodważalnych dowodów ani lingwistycznych, ani stomatologicznych na jej poparcie. Wszystko zaczęło się zmieniać na początku lat 90., kiedy to zespół amerykańskich badaczy odkrył, że niemal wszyscy Indianie należą do jednej z czterech podstawowych haplogrup. Trzy z nich często występują w Azji, więc zaczęto je łączyć z trzema oddzielnymi falami migracyjnymi. W 1994 roku ten sam zespół pod kierunkiem Douglasa Wallace’a nawiązał współpracę z genetykiem Jamesem Neelem. Badacze wspólnie poddali analizom mitochondrialny DNA różnych indiańskich plemion, by poszukać mutacji, które wystąpiły od czasu, gdy ich wspólni przodkowie opuścili Azję. Na podstawie tempa zmian genetycznych oszacowali przybycie pierwszej fali migracji na około 22 000 – 29 000 lat temu. W 1997 roku dwaj brazylijscy genetycy Sandro Bonatto i Francisco Bolzano postanowili przeprowadzić ponowne badania DNA, ale w przeciwieństwie do swoich poprzedników skupili się na czwartej haplogrupie tzw. A. Ponieważ występuje ona w każdej amerykańskiej populacji, a na Syberii jest niemal nieobecna – podważyło to teorię o kilku migracjach. Oznaczało to bowiem, że w każdej fali migracyjnej musiałyby się znaleźć osoby z haplogrupą A. Brazylijscy badacze wysunęli więc teorię, że z Azji przybyła do Ameryki tylko jedna fala i to w niej znajdowała się grupa ludzi z haplogrupą A. Na podstawie obliczeń skumulowanych w niej różnic genetycznych ustalili, że mogło to mieć miejsce od 33 000 – 43 000 lat temu. Ponadto wyniki ich badań sugerują, że po przebyciu Beringii, część ludzi oddzieliła się od grupy i powędrowała na południe, co było wówczas możliwe, ponieważ kanadyjskie lodowce nie były jeszcze ze sobą połączone. Gdy nastąpił szczyt zlodowacenia i droga w głąb kontynentu została odcięta, pierwsza grupa na około dwadzieścia tysięcy lat została uwięziona na Alasce. Po tym czasie, gdy klimat uległ ociepleniu, mogli ruszyć na południe w drugiej fali. Ta wersja Brazylijczyków zakłada więc, że Amerykę zasiedliła tylko jedna grupa, lecz w kilku falach i w różnym czasie.
Na początku XXI wieku przyjęto dwa główne modele migracji osadników. Pierwszy z nich zakłada, że ludy z Azji dotarły na Alaskę nie wcześniej niż 15 000 – 17 000 lat temu, a zaraz za nimi podążyły kolejne fale. Według drugiej wersji pierwsza grupa ludzi przybyła do Ameryki już prawdopodobnie około 21 000 – 40 000 lat temu, a dopiero później pojawiły wtórne fale migracyjne.

## Pierwsi mieszkańcy
Po przejściu obszaru zlodowaconego Paleoindianie rozprzestrzenili się po całej Ameryce Północnej i Środkowej. Do 8000 lat p.n.e. zajęli też całą zachodnią Amerykę Południową. Choć styl życia wczesnych mieszkańców obu kontynentów był początkowo podobny, z czasem zaczęli oni wykształcać odrębne społeczności. Tematem debat naukowców jest jednak brak archeologicznych dowodów na powiązania Indian z Ameryki Północnej i Południowej. Z grubsza uznaje się za taki kulturę Clovis, której wiek szacuje się na 13 000 lat.
Na początku lat 30. XX wieku w miasteczku Clovis w Nowym Meksyku natrafiono na ślady nieznanej wówczas prehistorycznej kultury. Później podobne znaleziska odkryto na terenie całej Ameryki Północnej i Środkowej. Po dokładnych badaniach uznano, że ludzie, którzy się z niej wywodzili, są najstarszymi mieszkańcami kontynentu amerykańskiego, a co za tym idzie także przodkami wszystkich indiańskich społeczności. W 1964 roku w magazynie Science ukazał się artykuł archeologa C. Vance’a Haynesa, w którym zwracał on uwagę na korelacje między powstaniem przed kilkunastoma tysiącami lat wolnego od lodu korytarza, a pojawieniem się kilkaset lat później kultury Clovis. Jednakże odkryte już w 1975 roku stanowisko archeologiczne Monte Verde w południowym Chile podważyło teorię, że kultura Clovis jest najstarszą w Ameryce. Wiek odnalezionych tam ruin niewielkiej osady, w której znajdowały się kamienne narzędzia oraz resztki pożywienia, oszacowano na 15 000 lat. Oznaczało to, że jest ona starsza od kultury Clovis o około 2000 lat. Kolejnym dowodem było odnalezienie w 2011 roku w Teksasie kamiennych narzędzi, których wiek oszacowano na 15 500 lat. Na ich starszy wiek wskazywał też prymitywniejszy sposób wykonania oraz to, że odkryto je w warstwie osadów znajdujących się bezpośrednio pod warstwą Clovis. Wysnuto więc teorię, że kultura Clovis rozwinęła się już w Ameryce, a lądowy pomost z Azją przekroczyli jej przodkowie. Wyjaśniałoby to również dlaczego w różnych częściach obu kontynentów odnajdowano charakterystyczne narzędzia i ostrza kultury Clovis wykonane z kamienia i zwierzęcych kości. Ponieważ sama kultura istniała prawdopodobnie tylko kilkaset lat, to nie mogła w tak krótkim czasie rozprzestrzenić się na obszarze obu Ameryk. Wyniki badań amerykańskich archeologów Michaela Watersa i Thomasa Stafforda dowodzą, że jeszcze przed jej powstaniem musiały żyć ludy, które przejęły od niej technikę wyrobu narzędzi.

## Życie Paleoindian

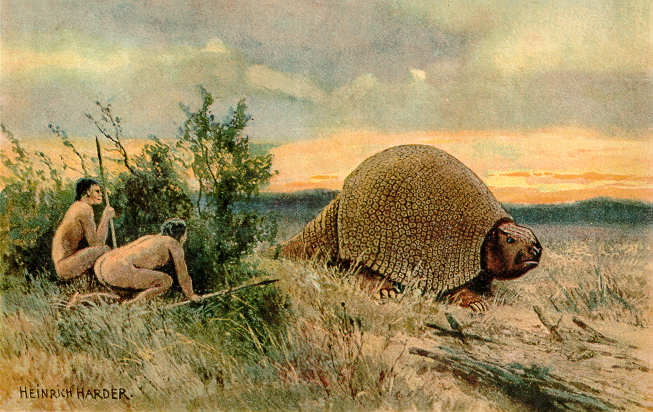
Rysunek Heinricha Hardera, przedstawiający Paleoindian polujących na gliptodonta

Wcześni osadnicy przemieszczali się w grupach, liczących przypuszczalnie od 20 do 60 członków. Początkowo schronienie znajdowali w górskich jaskiniach, na nadmorskich bagnach lub wybrzeżu, gdzie zajmowali się rybołówstwem. W miesiącach letnich, kiedy jedzenia było pod dostatkiem, myśliwi polowali na dziką zwierzynę, a w lasach zbierali orzechy, jagody oraz jadalne korzenie. Wraz z nadchodzącą zimą gromadzili zapasy żywności, a przybrzeżne grupy przenosiły się w głąb lądu, żeby zdobyć jedzenie i futra.
Zmiany klimatyczne, do których doszło pod koniec epoki lodowcowej, spowodowały w niektórych regionach zmniejszenie się i przekształcenie zasobów zwierząt i roślin. Tym samym grupy zmuszone były ciągle zmieniać swoje miejsca i szukać nowych, obfitych w jedzenie terenów. Co 3 do 6 dni wyruszali w dalszą podróż, pokonując rocznie (jak się przypuszcza) aż 360 km. Czasem udawało im się znaleźć jaspis, krzemień lub chalcedon, z których wytwarzali narzędzia myśliwskie, skrobaki do mięsa oraz groty. Dzięki polowaniom dieta Paleoindian obfitowała w białko. Z kości zwierząt budowano także schronienia, a z ich skór wytwarzano ubrania. Pojawiły się też kontrowersyjne teorie, jakoby za wyginięcie plejstoceńskiej megafauny odpowiadali pierwsi mieszkańcy Ameryki. Przemawiać za tym miało to, że większość zwierząt wymarła w ciągu kilku stuleci, a naukowcy zauważyli zbieżność w czasie z pojawieniem się Paleoindian, a masowym wyginięciem fauny. Przeciwnicy tej teorii argumentowali, że niewielkie wówczas grupy ludzi nie mogły do tego doprowadzić. Dodatkowo paleontologowie zauważyli, że poza zwierzyną łowną wymarły też inne gatunki zwierząt, a przyczyny takiego stanu rzeczy należy raczej upatrywać w gwałtownych zmianach klimatycznych.
Po nastaniu późnego paleolitu, w obu Amerykach doszło do istotnych zmian, które wpłynęły na życie Paleoindian. Po tym jak wymarły ostatnie gatunki megafauny, a klimat stał się cieplejszy i bardziej suchy, większość grup nadal jeszcze prowadziło myśliwsko-zbieracki tryb życia i często zmieniało swoje miejsce pobytu. Jednakże w tym czasie pierwsze pojedyncze grupy zaczęły na dłużej osiedlać się w jednym miejscu i wykorzystywać zasoby, które były lokalnie dostępne. W ten sposób zaczęły się wytwarzać regionalne społeczności stopniowo odchodzące od modelu myśliwsko-zbierackiego, a skupiające się bardziej na gospodarce mieszanej. Zaczęto więc polować na mniejsze zwierzęta, sezonowo uprawiać dzikie zboża i łowić ryby. Chociaż wiele grup nadal polowało głównie na dużą zwierzynę, to sposób w jaki to robiono stał się bardziej wyszukany i zróżnicowany.